# Neurodiversitätsbewegung

Das regenbogenfarbige Unendlichkeitssymbol repräsentiert die Vielfalt des Autismus-Spektrums und die größere Neurodiversitätsbewegung

Die Neurodiversitätsbewegung ist eine globale soziale Bewegung, die sich für die Menschenrechte von Neuro-Minderheiten im Sinne der Neurodiversität einsetzt. Sie begann in den 1990er-Jahren, als Antwort auf die vorherrschende Einstufung neurologischer Differenzen als Krankheiten, in den USA und in Europa. Das 2006 von der UNO-Generalversammlung in New York verabschiedete und 2008 in Kraft getretene Übereinkommen über die Rechte von Menschen mit Behinderungen (UN-Behindertenrechtskonvention, BRK) wirkte katalysierend bei der Ausbreitung der Bewegung. Obwohl die Definition auch andere Gruppen umfasst, ist die einzige Gruppe mit breiterer öffentlicher Wahrnehmung die Bewegung für die Rechte der Autisten (englisch autism rights movement, ARM).
Kernthema der Neurodiversitätsbewegung ist das Hinwirken auf einen Paradigmenwechsel: weg von der pathologischen hin zu einer auf Neurodiversität gerichteten Auffassung. Dies geschieht insbesondere nach dem Prinzip der Lebensweltorientierung, um für Autisten durch den Abbau sozialer Ungleichheit Teilhabe nach dem sozialen Behinderungsmodell zu erreichen.

## Hintergrund
Die soziale Bewegung entstand in den 1990er Jahren. Heute ist sie international und umfasst in den jeweiligen Ländern einzelne Personen, Verbände und Institutionen, die sich in ihren Strategien unterscheiden. Gemeinsam haben alle Gruppierungen und Personen, dass sie sich mit dem Problem befassen, dass Autisten Diskriminierung ausgesetzt sind. Darunter fällt aus Sicht der Bewegung auch die rein pathologische Betrachtung. Die Zielsetzungen der Initiativen unterscheiden sich länderspezifisch, da sich nationale Sozialsysteme beispielsweise in den USA oder den Ländern der Europäischen Union in weiten Bereichen nicht gleichen. Auch innerhalb Europas besteht nicht in allen Ländern eine Schulpflicht. Manche der Gruppen und Personen bilden untereinander Allianzen, andere hingegen arbeiten eher für sich allein.
Gemeinsam ist den Gruppen, dass sie über Internetpräsenz, Foren und Chats an die Öffentlichkeit treten und Informationen zur Verfügung stellen. Die Strukturen der Gruppen sind sehr unterschiedlich, so agieren manche als Gruppenverbände, andere als Vereine oder auch Träger der Kinder- und Jugendhilfe sowie in Forschung und Wissenschaft. Manche der Bewegungen sind phasenweise aktiv und veröffentlichen nicht regelmäßig. Die ursprünglichen Ziele werden sowohl von diversen Gruppen wie auch von Einzelvertretern der Bewegung im Kern erhalten.

### Geschichte
Laut Jaarsma und Welin (2011)

“neurodiversity movement was developed in the 1990s by online groups of autistic persons. It is now associated with the struggle for the civil rights of all those diagnosed with neurological or neurodevelopmental disorders.”

„wurde die Neurodiversitäts-Bewegung in den 1990ern von einer Onlinegruppe autistischer Menschen gegründet. Sie ist mittlerweile mit dem Kampf für die Rechte all derjenigen assoziiert, die mit einer neurologischen oder Entwicklungsstörung diagnostiziert worden sind.“

Die Neurodiversität wird somit seit den 1990er-Jahren als eine natürliche Form der menschlichen Vielfalt betrachtet: individuelles Sein und authentische Selbstdarstellung anstelle von Pathologie und Störung. Vertreter der Diversitätsbewegung treten für die Rechte von „Neuro-Minderheiten“ ein und lehnen die Vorstellung ab, dass neurologische Defizite geheilt werden müssen oder können.
Den Anfang der Bewegung in den USA und Europa bildete die Aneignung von nicht negativ belasteten Bezeichnungen wie des Neologismus „Neurodiversität“, „Autisten“ und „Autistic-Pride“ anstelle von „Autismus-Spektrum-Störung“ oder „an der Krankheit Autismus Leidende“. In Deutschland wird die Bezeichnung Autismus auch bewusst verwendet, um ihr jeglichen Schimpfwortcharakter zu nehmen und um die Öffentlichkeit zu einer Auseinandersetzung mit den Vorurteilen gegenüber Autisten anzuhalten.
Ein mitinitiierender Schritt zur Neurodiversitätsbewegung war die Gründung des Autism Network International (ANI) im Jahr 1992 von Donna Williams, Kathy Lissner Grant und Jim Sinclair; sie gelten gemeinhin als erste aktivistische Personen für Neurodiversität.
Der US-amerikanische Journalist Harvey Blume beschrieb 2008 nicht nur mögliche Vorteile, die Neurodiversität mit sich bringe, er sagte auch die Rolle des Internets bei der Förderung der internationalen Neurodiversitätsbewegung vorher.
Im Jahr 2013 greift der deutsche Wissenschaftsjournalist Felix Hasler in seinem Buch Neuromythologie den Gedanken der Neurodiversität auf und beschreibt diese als Bürgerrechtsbewegung mit Parallelen zur Homosexuellenbewegung 1970, die ebenfalls als Ziele die Entstigmatisierung und gesellschaftliche Akzeptanz anstrebte. Hasler sieht die sprachliche Anlehnung von pride („Stolz“) im Zusammenhang mit Neurodiversität an die Bezeichnung Gay Pride nicht als Zufall an, sondern als stolzen Ausdruck der eigenen Identität, wie sie jährlich am 18. Juni, dem Autistic Pride Day, zum Ausdruck komme.
In einem ähnlichen Kontext wird auch die Verhaltensbiologin Temple Grandin mit ihrer Aussage immer wieder zitiert:

“If I could snap my fingers and be nonautistic, I would not. Autism is part of what I am.”

„Wenn ich mit den Fingern schnippen könnte und nicht mehr autistisch wäre, ich würde es nicht tun. Autismus ist Teil dessen, was ich bin.“

Hasler geht davon aus, dass es „Menschen mit Autismus“ in diesem Sinne nicht gibt, da Autist-Sein als ein nicht abtrennbares Persönlichkeitsmerkmal betrachtet wird. Den bereits erfolgten gesellschaftlichen Wandel im Umgang mit Homosexualität vermittelt er als Grund zur Hoffnung für die Neurodiversitätsbewegung. Jaarsma und Welin wiederum beobachten eine autismusphobische Gesellschaft, wie sie vordem als homophobe auch in westlicher Zivilisation existierte.
Steve Silberman zeigt in Geniale Störung (2016) wie auch andere eine internationale Verbreitung des Neurodiversitätsgedankens durch Anhänger dieser Bewegung bis in Firmen wie Specialisterne und SAP. Er fasst Neurodiversität in diesem Zusammenhang als Konzept auf, welches das Ziel einer Beteiligung an der Gestaltung der Lebenswirklichkeit im Sinne von gesunder Vielfalt zu erreichen anstrebt.
Um nicht nur in den Firmen, sondern auch in Politik und Forschung die Präsenz des Neurodiversitätsprinzips zu stärken, wird der Slogan „Nicht ohne uns über uns“ verwendet. Hier ist es das Ziel, eine Beteiligung von Minderheiten an der Gestaltung der Verhältnisse im Sinne der Diversität zu erreichen, was auch in der Literatur vermehrt aufgegriffen wird. Silberman sieht darin eine Art Gegenbewegung zu den Bestrebungen von einflussreichen Organisationen wie Autism Speaks, die eine Beteiligung von autistischen Erwachsenen ablehnen. Felix Hasler (2013) schreibt, die Neurodiversitätsbewegung könne „als eine Art Emanzipationsbewegung mit dem Ziel der Entstigmatisierung und dem Wunsch nach besserer gesellschaftlicher Akzeptanz“ gesehen werden.
Anhänger der Neurodiversitätsbewegung unterstützen die Möglichkeit, das eigene Leben so zu leben, wie die Menschen als neurodiverse Individuen sind, anstatt sich einer vorherrschenden Vorstellung von Normalität anpassen zu müssen. In einer Vielzahl von Organisationen und Firmen geschieht dies in den Bereichen des eigenständigen Lebens sowie der Bildung und Arbeit.

## Bewegung für die Rechte von Autisten
Die Bewegung für die Rechte von Autisten ist eine soziale Bewegung innerhalb der Neurodiversitätsbewegung, die autistische Menschen, ihre Betreuungspersonen und die Gesellschaft dazu ermuntert, die Position der Neurodiversität anzunehmen. Sie vertritt damit die Auffassung, dass Autismus eine Funktionsvariation ist und keine psychische Störung, die behandelt werden muss. Die ARM bekennt sich zum sozialen Modell der Behinderung. Positive Diskriminierung, wie sie z. B. Schulhelfern zugeschrieben wird, ist hierbei umstritten, da der Ersatz negativer Diskriminierung durch das Gegenteil kein autistenfreundliches Umfeld mit regulierbaren Barrieren schaffe.
Die ARM hat sich eine Reihe von Zielen gesetzt, unter anderem:
- autistischem Verhalten zu größerer Akzeptanz zu verhelfen durch Aufklärung[1][21], das Begehen des Autistic Pride Day[22] sowie durch internationale Aktionen zum Welt-Autismus-Tag[23]
- die Einrichtung von sozialen Netzwerken zu unterstützen,[24] die es autistischen Menschen erlauben, auf ihre eigene Art und Weise auch mittels Foren und Chats zu interagieren;[25]
- die Anerkennung von Autisten als eine Minderheitengruppe
- im Rahmen von Inklusion Barrieren im Schulbildungsbereich abzubauen[26]

Von Interessenvertretern wie dem Verband Neurodiversität e.V., ESH, NeuroDivers e. V. oder dem White Unicorn e. V., welche die Position der Neurodiversität vertreten, wird betont, dass Autismus als Neuro-Typ nicht behandelt werden muss. Sie orientieren sich am Übereinkommen zu Rechten von Menschen mit Behinderungen (UN-Behindertenrechtskonvention, BRK) gemäß dem sozialen Modell der Behinderung.
Anhänger der ARM und der Neurodiversitätsbewegung sehen bei im Autismus-Spektrum angesiedelten Menschen lediglich eine natürliche Variante des menschlichen Genoms.

### Menschliche Vielfalt – eine Perspektive
Mitglieder verschiedener Organisationen für die Rechte von Autisten sehen Autismus als eine Art zu Leben und nicht als eine Krankheit und plädieren deshalb für Akzeptanz statt Heilung. Manche dieser Vertreter wie auch einige etablierte Kinder- und Jugendhilfeträger meinen, dass gängige Therapien für Verhaltens- und Sprachunterschiede, die mit Autismus assoziiert sind, wie z. B. die angewandte Verhaltensanalyse, nicht nur fehlgeleitet, sondern sogar unethisch sind.
Auch die für menschliche Vielfalt eintretende Bewegung sieht Autismus nicht als Störung, sondern als ein normales Phänomen an – eine alternative Variation in der Vernetzung des Gehirns oder eine weniger häufige Variante des menschlichen Genoms. Anhänger dieser Perspektive betonen, dass die Eigenarten autistischer Individuen genauso toleriert werden sollten wie die anderer Minderheiten und dass Bemühungen, diese zu therapieren, mit antiquierten Vorstellungen von „Behandlung“ der Linkshändigkeit oder der Homosexualität zu vergleichen seien und nicht mit Therapien wie denen z. B. für Krebskranke. Die Schwierigkeiten, die Autisten erleben, seien demnach nicht eigenen Defiziten geschuldet, sondern einer unwirtlichen Umgebung, die durch Barrieren entstehe und durch Diskriminierung von Seiten der Autismus-Phobiker.

### Fürsprache
Vertreter der ARM begannen in Deutschland bereits um die Jahrtausendwende erste Projekte zu entwickeln und stellten sie für den Schulbereich 2011 auf der Bildungsmesse didacta vor. Konzepte, die eine neuronal passende Umgebung ermöglichen, erhalten aus verschiedenen Bereichen wie der Pädagogik und Neuropsychologie Fürsprache. Auch die UN-Behindertenrechtskonvention eignet sich dazu, eine im Sinne der Neurodiversitätsbewegung menschenrechtsbasierte Umgebung zu gestalten, in der Barrieren regulierbar werden.
Laut Andrew Fenton und Tim Krahn streben die Verfechter von Neurodiversität danach, Autismus und verwandte Zustände in der Gesellschaft mit den folgenden Maßnahmen zu rekonzeptualisieren: Anerkennung, dass Neurodiversität keiner Behandlung bedarf; Änderung der etablierten Terminologie („Zustand, Krankheit oder Störung“) und „Erweiterung des Verständnisses von gesundem oder selbstständigem Leben“; Anerkennung dieser neuen Arten von Autonomie; mehr Beteiligung und Kontrolle der betroffenen Individuen hinsichtlich ihrer Behandlung – sowohl die grundlegende Notwendigkeit betreffend, als auch die Art und den zeitlichem Ablauf.
Der deutsche Software-Gigant SAP suchte 2013 nach Innovation, die „von den Rändern kommt“ (comes from the edges) und setzte eine Einstellungskampagne in Gang, die speziell nach autistischen Menschen suchte. Freddie Mac, eine U.S. Hypothekenbank, zielte 2013 mit ihrer zweiten Einstellungskampagne für bezahlte Praktika ebenfalls auf autistische Schüler und Studierende.

## Kontroverse
Die Bewegung für die Rechte der Autisten konzentriert sich somit auf die Realisierung des im Übereinkommen über die Rechte von Menschen mit Behinderungen (UN-Behindertenrechtskonvention, BRK) beschriebenen Gesamtkonzepts. Die Neurodiversitätsbewegung will dazu beitragen, Barrieren abzubauen, wie es im sozialen Modell von Behinderung vorgesehen ist. Dennoch bleibt eine ungelöste Kontroverse darüber, wie dies in einer Gesellschaft funktionieren kann, in der ein kulturell verankertes medizinisches Modell von Behinderung vorherrscht.